# Ectatosticta davidi
Espèce
Synonymes
- Hypochilus davidi Simon, 1889

Ectatosticta davidi est une espèce d'araignées aranéomorphes de la famille des Hypochilidae.

## Distribution
Cette espèce est endémique du Shaanxi en Chine,.

## Description
Le mâle décrit par Platnick et Jäger en 2009 mesure 9,57 mm et la femelle 10,98 mm.

## Étymologie
Cette espèce est nommée en l'honneur d'Armand David.

## Publication originale
- Simon, 1889 : Description de Hypochilus Davidi sp. nov. Annales de la Société Entomologique de France, bulletin entomologique, sér. 6, vol. 8, p. 208-209 (texte intégral).